# Panelus rhodesiensis
Panelus rhodesiensis là một loài bọ cánh cứng trong họ Bọ hung (Scarabaeidae).